# Grünsee (Schliersee)
Der Grünsee liegt im Gebiet der Marktgemeinde Schliersee im oberbayerischen Landkreis Miesbach gut 1500 m südwestlich des Spitzingsees auf 1393 m ü. NHN Höhe. Er ist durch einen 350 m langen Wanderweg von der Grünsee-Alm herab zu erreichen, die ihrerseits auf 1378 m ü. NHN Höhe liegt und durch einen Wirtschaftsweg von der Valepp-Alm her erschlossen ist. Der See hat bei einem Umfang von 500 m eine Fläche von 2,31 ha.
Er liegt auf dem Grund eines unsymmetrischen Geländekessels, aus der das Terrain nach Süden zum 290 Meter vom Seeufer entfernten, 1602 m ü. NHN hohen Rotkopf stark ansteigt wie auch zum 1580 m ü. NHN hohen Roßkopf 430 Meter nordwestlich des Ufers. Nach Osten zu steigt das Gelände flacher zu einer niedrigeren Höhenschwelle, jenseits derer der Hang lange zum Tal der Roten Valepp abfällt, während im Westen jenseits des Grates zwischen den beiden genannten Bergen Einzugsgebiet der Weißen Valepp liegt.
Die maximale Tiefe des Grünsees wurde 1884 auf 15 Meter geschätzt.